# Resistència (pel·lícula del 2020)
Resistència (títol original en anglès, Resistance) és una pel·lícula dramàtica biogràfica del 2020 escrita i dirigida per Jonathan Jakubowicz, inspirada en la vida de Marcel Marceau. És protagonitzada per Jesse Eisenberg com a Marceau, acompanyat per Clémence Poésy, Matthias Schweighöfer, Alicia von Rittberg, Félix Moati, Géza Röhrig, Karl Markovics, Vica Kerekes, Bella Ramsey, Ed Harris i Édgar Ramírez. S'ha doblat al valencià per a À Punt, i s'ha subtitulat al català central.
Es va estrenar als Estats Units el 27 de març de 2020 a càrrec d'IFC Films. A causa de la pandèmia de la COVID-19, només uns quants cinemes independents i autonòmics van romandre oberts, de manera que Resistència va encapçalar la taquilla del cap de setmana en el seu cap de setmana d'obertura i va obtenir 2.490 dòlars.